# Павловское духовное училище
Павловское духо́вное учи́лище — начальное учебное заведение Русской Православной Церкви, располагавшееся в городе Павловске Воронежской области.

## История
Учебное заведение открыто как приходское духовное училище в 1819 году на основании постановления семинарского правления, утверждённого епископом Воронежским Епифанием (Канивецким).
Открытие уездного духовного заведения состоялось 19 февраля 1836 года стараниями архиепископа Воронежского Антония (Смирницкого). В нем выпускали диаконов, псаломщиков и причетников. Училище готовило кадры для поступающих в духовные семинарии.
В 1921 году училище было закрыто. В здании размещались Дом Советов, филиал областной партийной школы, Курсы повышения колхозных кадров. В 1944 году здание было отдано сельскохозяйственному техникуму, который располагается там и в нынешнее время.

## Архитектура
Комплекс зданий духовного училища, формировавшийся с 1861 по 1910 годы, занимает особое место в истории архитектуры города. В 1861 году были построены два каменных корпуса «Иосифовский» (трёхэтажный) и «дом с квартирами для начальствующих» (двухэтажный) (ул. Советская, 2). Лаконичный декор этого здания — руст первого этажа с замковыми перемычками небольших окон, рамочные килевидные наличники окон второго этажа.
В 1870 году заканчивается строительство двухэтажного кирпичного «Классного корпуса» духовного училища (ул. Советская, 4), привнесшего в архитектуру Павловска большие арочные окна в обрамлении пилястр и архивольтов, широкий аркотурный фриз и первый фигурный аттик — с волюто-образным завершением плечиков в центре.
Двухэтажный «Больничный корпус» духовного училища (ул. Советская, 3), построенный в 1891 году, украшен волнистыми аттиками, уже не только на главном фасаде, но и со стороны двора.
Самой значительной постройкой комплекса духовного училища как по своим физическим размерам, так и по архитектуре стал главный корпус (ул. Советская, 1), вытянутый вдоль ул. Покровской, главным торцовым фасадом к ул. Советской. Первоначальная постройка — южная часть здания с домовой церковью Трёх Святителей, была окончена в 1896 году, северная часть которого достраивалась в 1908 году. В архитектуре здания чередуются двухэтажные объёмы с повышенными трёхэтажными частями, осевая симметрия фасадов, ковровый декор с мотивами русской архитектуры XVII века.